# مریان (کارولینای شمالی)
مریان (به انگلیسی: Marion) شهری در ایالت کارولینای شمالی کشور ایالات متحده آمریکا است که جمعیت آن در سرشماری سال ۲۰۱۰ میلادی، ۷٬۸۳۸ نفر بوده‌است.